# Урано, Яёи
Яёи Урано (яп. 浦野弥生; род. 30 марта 1969, Кавасаки, Япония) — японская спортсменка, сначала занималась дзюдо, но известна как борец вольного стиля, по женской борьбе, шестикратная чемпионка мира.

## Карьера
Урано сначала занималась легкой атлетикой в старшей школе Наканобу Гакуэн, куда привёл её отец, который был толкателем ядра. После поступления в Японский университет спортивной науки она начала заниматься дзюдо. Она стала капитаном клуба дзюдо и выиграла на чемпионате Токийского университета в весовой категории 61 кг. В 1998 году она также начала заниматься борьбой по предложению отца борцы Мию Ямамото, Икуэя Ямамото, который был тренером университетской команды по борьбе. В 1990 году, через два года после начала занятий борьбой, она выиграла свой первый чемпионат мира, который проходил в шведском Лулео, в весовой категории 75 кг. В 1991 году она выиграла в весовой категории 70 кг на чемпионате мира в Токио. Она заняла второе место на чемпионате мира 1992 года во французском Вийёрбане, но победила на чемпионате мира 1993 года в норвежском Ставерне, став трёхкратной чемпионкой мира. Затем она перешла в весовую категорию 65 кг и выигрывала чемпионаты мира три года подряд, начиная с 1994 года. Она работала в суши-компании «Кётаро», но когда компания обанкротилась, она уехала в Канаду, чтобы учиться в Альбертском университете. Там она вышла замуж за японо-канадского борца Одагаки. Затем она завершила карьеру, отчасти из-за травмы колена. В 2007 году она стала второй женщиной, включенной в Зал славы UWW (тогда FILA). В 2013 году Урано стала членом Комиссии по делам женщин и спорта UWW (тогда FILA).